# NHKスペシャル
『NHKスペシャル』は、NHKのドキュメンタリー番組。略称は「Nスペ」。1989年4月2日放送開始。原則、毎週日曜日の21:00 - 21:50に放送するが時間枠を拡大したり他の曜日・時間に放送することもある。再放送は、火曜・水曜深夜。多くはハイビジョン放送である。
本項では前身である『NHK特集』（NHKとくしゅう）についても記述する。

## NHK特集
1976年4月に放送を開始。ドキュメンタリーを中心とした特集番組として放送を開始した。第1回は「氷雪の春〜オホーツク海沿岸飛行〜」を4月8日に放送する予定だったが緊急特番「総理にきく ロッキード事件と今後の政局運営」が編成されたため、翌週の4月15日に改めて放送された。NHK内に事務局を設けており基本的にNHKの誰もが企画発案ができ、採用されると制作できる。ニュースセンター9時（NC9）同様、1970年代に起きたNHKの内部改革のひとつとされる。NNNドキュメント・JNN報道特集と並んで「ドキュメンタリー御三家」の一つに数えられた。重大ニュースがあった日は19:30または20:00からNHK特集のタイトルでNC9のスタジオから同番組のキャスターが出演して放送する時もあった（三原山噴火時など当初「N特」扱いの予定が急遽「NC9」と合体して「ニュースセンター特集」扱いになる場合もあった）。「N特」時代には月曜・金曜20時からの定時放送を中心に年間100〜150作品を放送していた。
冒頭のタイトルは原則として黒又は青の無地に「NHK特集」の文字を白抜きで表示した。後には黄土色を主とした文様の地を用い、文字にグラデーションを施すバリエーションもあった。
2023年4月7日から2024年3月29日まで過去回のセレクション放送をした。

### 放送曜日と放送時間の変遷
| 期間                  | 放送時間                                                               | 備考 |
| --------------------- | ---------------------------------------------------------------------- | --- |
| 1976年4月 - 1978年3月 | 木曜日 20:00 - 20:50 （レギュラー放送時間）                            | ただし、国会・選挙・政治関連・事故・事件・災害等の場合は、19時の『NHKニュース』（現：『NHKニュース7』）の後か、あるいは19時30分のレギュラー番組終了後の20時から『NHK特集』のタイトルを出して、『ニュースセンター9時』のスタジオから関連するニュースを放送したり、または日曜日に放送されていた『政治討論会』（現：『日曜討論』）のように、各政党の代表者、幹事長等を集めて討論するといった具合であった。 1979年4月からは『NHK特集』のタイトルに代えて『ニュースセンター特集』のタイトルとなり、1988年3月まで続いた。 |
| 1978年4月 - 1984年3月 | 月曜日 20:00 - 20:50 金曜日 20:00 - 20:50                              | |
| 1984年4月 - 1989年3月 | 月曜日 20:00 - 20:45 金曜日 20:00 - 20:45 日曜日 21:00 - 21:50         | |
| 2023年4月 - 2024年3月 | 金曜日 16:05 - 16:50（総合） 月曜日（日曜日深夜） 0:45 - 1:30（Eテレ） | |

## NHKスペシャル
1989年4月にNHKスペシャルへとタイトル変更。その最初の大型シリーズとして「驚異の小宇宙 人体」が企画された。
基本的には最近の時事問題を中心として鋭いメスを入れた硬派のドキュメントを単発、または数回かけて放送している他、年に2〜3作品程度、大型のシリーズ企画や連続シリーズものを放送する。
1989年度から2007年度放送分まで冒頭に5秒前後のオープニング映像が流れ、この間に2001年度・2004年度に変更されている。2006年放送の「東京カワイイ★ウォーズ」が初めてオープニングタイトルを省略して放送、2007年「失われた文明 インカ・マヤ」シリーズのタイトル無し放送などの不統一な時期を経て、2008年度から2011年度放送分は共通のオープニングを用いず、本編の映像を背景に番組ロゴを重ねる形式となり、表示方法は個々の番組に合わせた趣向が凝らされることがあった。しかし2012年度放送分から4年ぶりに再度オープニング映像が放送され、番組内容に応じて黒または白を基調とした映像が流れる。その後2020年度・2024年度放送分から再びオープニング映像が変更されている。
タイトルロゴ自体はNHKのロゴマーク部分の変更（1995年度及び2020年度）を除き開始当初から変わっていないが、2020年度のオープニング変更時では「NHK SPECIAL（改行）スペシャル」という表記を使っていた。2024年度から再び「NHKスペシャル」表記に戻った。
アナログ放送・国際放送では4:3のほかに16:9あるいは14:9の映像比率で放送されているものもある。また、国際放送NHKワールドTVでは当初、英語主音声または副音声による2か国語放送も実施（英語字幕テロップも加えられる）していたが、現在は英語音声の完全吹き替え・英語テロップ差し替えで「NHK Documentary」のタイトルで放送されている。
企画によっては、アドバンス メディアミックスと称し、番組制作に伴って得られた映像、情報や人脈を、NHKエンタープライズなどを通じて、放送以外のイベント・書籍・映像ソフトなどに再利用し、そこからの見込まれる収益を制作費の一部に充てた。メディアミックスはNHKの経営方針の重点項目とされ、盛り込まない企画は採用されにくい時期もあったようである。
日曜日の内容で報道色が濃いもの、政治経済社会のネタはサタデーウオッチ9のスタジオから生放送されることもある。

### 放送時刻・時間の推移
日曜日21:00の放送枠は、NHK特集時代から現在まで変更されていない。1992年度までは日曜日の放送に加えて、他の曜日のレギュラー番組を差し替えて放送する2通りの放送スタイルを採っていた。1993年度からは金曜日21:30から50分の定時枠を加えて週2回の放送になり、再放送は日曜日11:00と土曜日13:50。2000年度からは土曜・日曜日21:00の定時放送となり、再放送が深夜に移行した。
2006年度に土曜日の定時放送枠を廃止し、日曜日の定時放送と、追加で随時平日22時台に放送する形をとった。2007・2008年度は日曜日21時と月曜日22時を基本に、不定期に金曜日22時にも放送した。2009年・2010年度は日曜日のみ放送し、土曜日に派生番組を編成していたが、2011年から毎週土曜日の19:30 - 22:15（途中20:45 - 21:00にNHKニュースを挟んだ2部構成）に単発番組枠が組まれたため、不定期で、土曜日21時からの第2部枠に放送されていた。
2013 - 2014年度は『土曜ドラマ（土ドラ）』が定時編成されるため、それの放送がない週に不定期で21時台に放送されていたが、2015年度は土ドラが22時台（22:00 - 22:50）の定時枠として生放送されたため、当番組は21時台（21:00 - 21:50、または22:00）の定時枠で放送され、2016年度は一部の作品で土ドラとNスペを並列で放送した時期もあったが、原則はNスペを主体とし、随時土ドラを2ｰ3回程度の短編で22:15まで放送する形をとっていた。2017年度は土ドラが20:15-20:45の放送だったため、Nスペは定時放送で21時台に毎週放送されたが、2018年度以後は土ドラを基本枠とし、随時土ドラの放送がない週に放送されるパターンに戻っている。なお2022年度は21時台に「サタデーウオッチ9」が放送を開始したため、Nスペ・土ドラの枠は22時台に移動している。
その他に祝祭日や特定の記念日には、関連する内容を取り上げて放送したり、過去に放送したものの中から適するものを再放送することがある。
基本の定時放送枠は50分である。なお世界への販売を見据えて、2004年10月から2006年3月には52分にした時期があり、以後も時々52分とすることがある。この際には、1分の番組宣伝枠を挟んで、後続の『サンデースポーツ』を21:53開始としていた。

### 関連番組
長期連続シリーズについては、青少年向けに再構成したものを『NHKジュニアスペシャル』として教育テレビジョンで放送していた。科学的な内容のものは、NHKスペシャルの放送に前後して『サイエンスZERO』でも視点を変えて放送されることがある。
同一テーマについてNHKスペシャルとNHK BSハイビジョンで放送される「ハイビジョン特集」で制作されることもある。「ハイビジョン特集」のダイジェスト版（ハイビジョン特集では90〜120分のものを50〜60分に編集）としてNHKスペシャルを放送したり、先に地上波向けにNHKスペシャルとして放送したものに素材を追加して拡充したうえで「ハイビジョン特集」などで放送されることもある。
2011年4月からはAKB48の篠田麻里子をナビゲーターとしたコラボレーション番組『麻里子さまのおりこうさま!』を放送。2012年10月6日からはNHKスペシャルの予告的な番組として5分間に凝縮した『Nスペ5min.』が総合テレビが放送前日の土曜日22:55 - 23:00に、NHKワールド・プレミアムでも放送日当日の日曜日18:55 - 19:00に放送され（ただし大相撲中継期間中、同中継が2分以上延長した場合は時間変更または休止。また権利上の理由で放送できない回がある場合でも休止となる）、NHKワールドTVでも同内容を英語化し「NHK Documentary 5min.」として放送する。

### 2009年度の番組改編
2009年4月、2年ぶりに定時放送を週一回、日曜に限る一方でNスペから派生した新番組2本が編成された。いずれも土曜日の放送で、キャッチフレーズは『Nスペが細胞分裂』。ひとつは報道色の強い『追跡!AtoZ』であり、『週刊こどもニュース』を担当していた鎌田靖解説委員が進行する。もうひとつは『ワンダー×ワンダー』で、山口智充と神田愛花アナウンサーが進行する。

### 2011年度の番組改編
2011年から土曜日19:30 - 22:15に2本の単発枠（原則75分）が編成されることになった。このうち『ワンダー×ワンダー』は年4回程度季節ごとに前半枠（19:30 - 20:45）の特番として放送していたが、同年12月24日を以て放送終了。『追跡 - 』は事実上終了し、日曜の定時枠のほか、主に土曜日21:00 - 22:15（まれに19:30 - 20:45も）の特番枠など随時編成し、鎌田もその進行役で出演する。同年12月に、タイトルを「追跡!真相ファイル」とリニューアルして不定期放送ながら再スタートした。この単発枠は事実上2013年3月に終了となったが、2013年4月以後の改編では、随時「土曜ドラマ」と交互（基本的に前の作品と次の作品の谷間の週 基本21:00 - 22:00だが、作品により21:50まで）で放送されていたが、2015年4月から「土曜ドラマ」を土曜日22:00 - 22:45に繰り下げることになったため、当番組は土曜日21:00 - 21:50に毎週放送されることになったが、2016年度は23時台を単発番組枠（NHK番組たまごの開発枠）とするための兼ね合いから、随時『土曜ドラマ』（基本21:00 - 22:15、作品の尺により- 21:50）と交互に入れ替えて放送することになり、レギュラー放送は日曜のみに戻ることになった。

### 2020年度の番組改編
大越健介がキャスターに就任するも、2021年6月30日付けをもってNHKを定年退職した為、同月付けで降板した。

## 主なシリーズ企画

### 「NHK特集」時代
| タイトル                        | 放送開始日                                                                       | 放送終了日                                            | 回数                                                        | 出典                 |
| ------------------------------- | -------------------------------------------------------------------------------- | ----------------------------------------------------- | ----------------------------------------------------------- | -------------------- |
| 明治の群像 海に火輪を           | 1976年1月29日                                                                    | 1976年12月23日                                        | 全10回                                                      | [ 8 ]                |
| 日本の戦後                      | 1977年4月28日                                                                    | 1978年2月23日                                         | 全10回                                                      | [ 9 ] [ 10 ]         |
| 激動の記録                      | 1979年5月28日                                                                    | 1979年8月13日                                         | 全3回                                                       | [ 11 ] [ 12 ]        |
| シルクロード                    | 1980年4月7日 1983年4月4日                                                        | 1981年3月2日 1984年9月3日                             | 全12回（第1部） 全18回（第2部）                             | [ 13 ] [ 14 ] [ 15 ] |
| 日本の条件                      | 1981年4月6日                                                                     | 1985年4月15日                                         | 全31回                                                      | [ 16 ] [ 17 ]        |
| 激動の記録 市民と戦争           | 1982年8月16日                                                                    | 1982年8月17日                                         | 全2回                                                       | [ 18 ] [ 19 ]        |
| 21世紀は警告する                | 1984年4月13日                                                                    | 1985年3月27日                                         | 全20回                                                      | [ 20 ]               |
| 核戦争後の地球                  | 1984年8月5日                                                                     | 1984年8月6日                                          | 全2回                                                       | [ 21 ]               |
| 人間は何を食べてきたか          | 1985年1月6日（プロローグ） 1985年4月29日 1990年1月6日 1992年1月19日 1994年1月1日 | 1990年5月2日 1990年1月10日 1992年1月28日 1994年1月6日 | 全5回（第1部） 全5回（第2部） 全4回（第3部） 全5回（第4部） | [ 22 ]               |
| ルーブル美術館                  | 1985年4月28日                                                                    | 1986年4月20日                                         | 全13回                                                      | [ 23 ]               |
| ドキュメント昭和                | 1986年4月7日                                                                     | 1987年4月27日                                         | 全10回                                                      | [ 24 ]               |
| 大黄河                          | 1986年4月13日                                                                    | 1987年3月3日                                          | 全10回                                                      | [ 25 ] [ 26 ]        |
| 地球大紀行                      | 1987年1月25日                                                                    | 1987年12月27日                                        | 全12回                                                      | [ 27 ] [ 28 ]        |
| 海のシルクロード                | 1988年4月24日                                                                    | 1989年3月26日                                         | 全12回                                                      | [ 29 ] [ 30 ]        |
| エルミタージュ 華麗なる美の殿堂 | 1988年7月4日                                                                     | 1988年7月11日                                         | 全2回                                                       | [ 31 ]               |
| 秘境・興安嶺をゆく              | 1988年7月18日                                                                    | 1988年8月8日                                          | 全4回                                                       | [ 32 ] [ 33 ]        |
| 地球汚染                        | 1989年3月19日                                                                    | 1989年3月20日                                         | 全2回                                                       | [ 34 ]               |

### 「NHKスペシャル」時代

#### 1989年
| タイトル          | 放送開始日     | 放送終了日     | 回数   | 出典          |
| ----------------- | -------------- | -------------- | ------ | ------------- |
| 北極圏            | 1989年4月30日  | 1990年3月25日  | 全12回 | [ 35 ] [ 36 ] |
| 驚異の小宇宙 人体 | 1989年6月10日  | 1989年9月12日  | 全6回  | [ 37 ] [ 38 ] |
| 太郎の国の物語    | 1989年10月11日 | 1989年11月30日 | 全6回  | [ 39 ] [ 40 ] |

#### 1990年代
| タイトル                               | 放送開始日                   | 放送終了日                 | 回数                                      | 出典                 |
| -------------------------------------- | ---------------------------- | -------------------------- | ----------------------------------------- | -------------------- |
| 印象派の殿堂 オルセー美術館            | 1990年3月26日                | 1990年5月16日              | 全6回                                     | [ 41 ] [ 42 ]        |
| 社会主義の20世紀                       | 1990年4月22日                | 1990年12月23日             | 全9回                                     | [ 43 ] [ 44 ]        |
| 銀河宇宙オデッセイ                     | 1990年6月30日                | 1990年11月18日             | 全8回                                     | [ 45 ] [ 46 ]        |
| 大英博物館                             | 1990年10月20日               | 1991年1月13日              | 全6回                                     | [ 47 ] [ 48 ]        |
| 電子立国日本の自叙伝                   | 1991年1月27日                | 1991年9月29日              | 全6回                                     | [ 49 ] [ 50 ]        |
| アインシュタインロマン                 | 1991年4月26日                | 1991年11月24日             | 全5回                                     | [ 51 ] [ 52 ]        |
| プラド美術館                           | 1992年2月2日                 | 1992年5月7日               | 全5回                                     | [ 53 ] [ 54 ]        |
| 大モンゴル                             | 1992年4月12日                | 1992年8月2日               | 全5回                                     | [ 55 ] [ 56 ]        |
| テクノパワー〜知られざる建設技術の世界 | 1993年8月20日                | 1993年12月24日             | 全5回                                     |                      |
| 驚異の小宇宙 人体II 脳と心             | 1993年10月31日               | 1994年3月20日              | 全6回                                     | [ 57 ] [ 58 ]        |
| 生命40億年はるかな旅                   | 1994年4月24日                | 1995年3月15日              | 全10回                                    | [ 59 ] [ 60 ]        |
| 始皇帝（THE FIRST EMPEROR）            | 1994年9月23日                | 1994年11月25日             | 全3回                                     | [ 61 ] [ 62 ]        |
| 中国〜12億人の改革開放                 | 1994年10月9日                | 1995年10月9日              | 全11回                                    | [ 63 ]               |
| 映像の世紀                             | 1995年3月25日                | 1996年2月24日              | 全11回                                    | [ 64 ] [ 65 ]        |
| 新・電子立国                           | 1995年10月29日               | 1996年6月30日              | 全9回                                     | [ 66 ]               |
| 故宮 〜至宝が語る中華五千年〜          | 1996年4月14日                | 1997年3月30日              | 全12回                                    | [ 67 ] [ 68 ]        |
| 街道をゆく                             | 1997年3月20日 1998年10月11日 | 1998年3月8日 1999年3月14日 | 全7回（第1シリーズ） 全8回（第2シリーズ） | [ 69 ] [ 70 ] [ 71 ] |
| 家族の肖像 激動を生きぬく              | 1997年4月27日                | 1998年3月29日              | 全11回                                    | [ 72 ]               |
| 故宮の至宝                             | 1997年8月11日                | 1997年8月13日              | 全3回                                     | [ 73 ] [ 74 ]        |
| ブッダ 大いなる旅路                    | 1998年4月12日                | 1998年8月30日              | 全5回                                     | [ 75 ] [ 76 ]        |
| 海 知られざる世界                      | 1998年4月26日                | 1998年12月20日             | 全8回                                     | [ 77 ] [ 78 ]        |
| 世紀を越えて                           | 1999年1月23日                | 2000年12月26日             | 全45回                                    | [ 79 ]               |
| 驚異の小宇宙 人体III 遺伝子            | 1999年5月3日                 | 1999年8月11日              | 全6回                                     | [ 80 ] [ 81 ]        |

#### 2000年代
| タイトル                       | 放送開始日                  | 放送終了日                    | 回数                          | 出典                 |
| ------------------------------ | --------------------------- | ----------------------------- | ----------------------------- | -------------------- |
| 四大文明                       | 2000年7月9日                | 2000年8月19日                 | 全5回                         | [ 82 ] [ 83 ] [ 84 ] |
| 宇宙 未知への大紀行            | 2001年1月2日                | 2001年12月30日                | 全9回                         | [ 85 ] [ 86 ] [ 87 ] |
| 21世紀 日本の課題              | 2001年1月13日               | 2004年11月13日                | 全20回                        | [ 88 ]               |
| 日本人 はるかな旅              | 2001年8月19日               | 2001年12月9日                 | 全5回                         | [ 89 ] [ 90 ] [ 91 ] |
| 変革の世紀                     | 2002年4月14日               | 2002年12月7日                 | 全7回                         | [ 92 ]               |
| 地球市場 富の攻防              | 2003年1月26日               | 2003年12月21日                | 全10回                        | [ 93 ]               |
| こども 輝けいのち              | 2003年2月9日                | 2003年7月13日                 | 全6回                         | [ 94 ] [ 95 ]        |
| 文明の道                       | 2003年4月20日               | 2003年12月14日                | 全8回                         | [ 96 ]               |
| データマップ 63億人の地図      | 2004年1月25日               | 2004年11月28日                | 全9回                         | [ 97 ]               |
| 地球大進化〜46億年・人類への旅 | 2004年4月17日               | 2004年12月25日                | 全7回                         | [ 98 ]               |
| 新シルクロード                 | 2005年1月1日                | 2006年3月26日                 | 全13回                        | [ 99 ]               |
| プラネットアース               | 2006年5月7日                | 2007年5月3日                  | 全13回                        | [ 100 ]              |
| 恐竜VSほ乳類 1億5千万年の戦い  | 2006年7月16日               | 2006年7月17日                 | 全2回                         | [ 101 ]              |
| ラストメッセージ               | 2006年11月5日               | 2007年3月20日                 | 全6回                         | [ 102 ] [ 103 ]      |
| 激流中国                       | 2007年4月1日                | 2008年7月13日                 | 全13回                        | [ 104 ]              |
| 失われた文明 インカ・マヤ      | 2007年7月1日                | 2007年7月15日                 | 全3回                         | [ 105 ]              |
| 闘うリハビリ                   | 2008年2月10日               | 2008年2月11日                 | 全2回                         | [ 106 ] [ 107 ]      |
| ミラクルボディー               | 2008年3月9日                | -                             | -                             | [ 108 ]              |
| 病の起源                       | 2008年4月13日 2013年5月18日 | 2008年11月23日 2013年10月27日 | 全6回（第1部） 全5回（第2部） | [ 109 ]              |
| 沸騰都市                       | 2008年5月18日               | 2009年2月16日                 | 全8回                         | [ 110 ]              |
| JAPANデビュー                  | 2009年4月5日                | 2009年6月28日                 | 全4回                         | [ 111 ] [ 112 ]      |
| マネー資本主義                 | 2009年4月19日               | 2009年12月20日                | 全6回                         | [ 113 ]              |

#### 2010年代
| タイトル                                | 放送開始日                                              | 放送終了日                                               | 回数                                                     | 出典                            |
| --------------------------------------- | ------------------------------------------------------- | -------------------------------------------------------- | -------------------------------------------------------- | ------------------------------- |
| MEGAQUAKE 巨大地震                      | 2010年1月10日 2012年4月1日 2013年4月7日                 | 2010年3月14日 2012年6月9日 2013年9月1日                  | 全4回（シリーズ1） 全3回（シリーズ2） 全4回（シリーズ3） | [ 114 ] [ 115 ] [ 116 ]         |
| アフリカンドリーム                      | 2010年4月4日                                            | 2010年6月6日                                             | 全3回                                                    | [ 117 ]                         |
| 恐竜絶滅 ほ乳類の戦い                   | 2010年7月18日                                           | 2010年7月19日                                            | 全2回                                                    | [ 118 ]                         |
| 灼熱アジア                              | 2010年8月22日                                           | 2010年11月14日                                           | 全4回                                                    | [ 119 ]                         |
| 日本人はなぜ戦争へと向かったのか        | 2011年1月9日                                            | 2011年8月15日                                            | 全5回                                                    | [ 120 ] [ 121 ]                 |
| ホット・スポット 最後の楽園             | 2011年1月10日 2013年1月3日 2014年10月11日 2018年8月11日 | 2011年12月29日 2014年3月24日 2015年3月15日 2020年8月23日 | 全10回 全3回 全7回                                       |                                 |
| 未解決事件                              | 2011年7月29日                                           | -                                                        | -                                                        | [ 122 ] [ 123 ]                 |
| 日本新生                                | 2011年8月25日                                           | -                                                        | -                                                        | [ 124 ]                         |
| ヒューマン なぜ人間になれたのか         | 2012年1月22日                                           | 2012年2月26日                                            | 全4回                                                    | [ 125 ]                         |
| 知られざる大英博物館                    | 2012年6月24日                                           | 2012年7月8日                                             | 全3回                                                    | [ 126 ]                         |
| フローズンプラネット                    | 2012年8月25日                                           | 2012年8月26日                                            | 全2回                                                    | [ 127 ] [ 128 ]                 |
| メイド・イン・ジャパン 逆襲のシナリオ   | 2012年10月27日 2013年5月11日                            | 2012年10月28日 2013年5月12日                             | 全2回（第1部） 全2回（第2部）                            | [ 129 ]                         |
| 深海の巨大生物                          | 2013年7月27日                                           | 2013年7月28日                                            | 全2回                                                    | [ 130 ] [ 131 ]                 |
| 認知症800万人時代                       | 2013年11月23日                                          | 2014年7月20日                                            | 全4回                                                    | [ 132 ] [ 133 ] [ 134 ] [ 135 ] |
| 巨大災害 MEGA DISASTER 地球大変動の衝撃 | 2014年8月30日 2015年9月5日                              | 2014年11月15日 2016年4月3日                              | 全5回（第1部） 全4回（第2部）                            | [ 136 ]                         |
| 戦後70年 ニッポンの肖像                 | 2015年1月1日                                            | 2015年8月15日                                            | 全11回                                                   | [ 137 ]                         |
| 生命大躍進                              | 2015年5月10日                                           | 2015年7月5日                                             | 全3回                                                    | [ 138 ]                         |
| アジア巨大遺跡                          | 2015年10月17日                                          | 2015年11月8日                                            | 全4回                                                    | [ 139 ]                         |
| 新・映像の世紀                          | 2015年10月25日                                          | 2016年3月20日                                            | 全6回                                                    | [ 140 ]                         |
| 激動の時代                              | 2016年1月9日                                            | 2016年1月16日                                            | 全3回                                                    | [ 141 ]                         |
| ドラマ 東京裁判                         | 2016年12月12日                                          | 2016年12月15日                                           | 全4回                                                    | [ 142 ] [ 143 ]                 |
| 人体 神秘の巨大ネットワーク             | 2017年9月30日                                           | 2018年3月25日                                            | 全9回                                                    | [ 144 ] [ 145 ]                 |
| 平成史スクープドキュメント              | 2018年10月21日                                          | 2019年4月28日                                            | 全8回                                                    | [ 146 ]                         |
| 東京リボーン                            | 2018年12月23日                                          | 2021年7月23日                                            | 全6回                                                    | [ 147 ] [ 148 ]                 |
| 東京ミラクル                            | 2019年1月13日                                           | 2020年1月1日                                             | -                                                        |                                 |
| スペース・スペクタクル                  | 2019年3月17日                                           | 2019年9月8日                                             | 全4回<                                                   | [ 149 ] [ 150 ]                 |
| 恐竜超世界                              | 2019年7月7日                                            | 2019年7月14日                                            | 全2回                                                    | [ 151 ] [ 152 ] [ 153 ]         |
| 食の起源                                | 2019年11月24日                                          | 2020年2月23日                                            | 全5回                                                    | [ 154 ]                         |
| 体感 首都直下地震                       | 2019年12月1日                                           | 2019年12月8日                                            | 全7回                                                    | [ 155 ]                         |

#### 2020年代
| タイトル                          | 放送開始日     | 放送終了日    | 回数   | 出典                    |
| --------------------------------- | -------------- | ------------- | ------ | ----------------------- |
| デジタルVSリアル                  | 2020年4月5日   | 2020年4月12日 | 全2回  | [ 156 ] [ 157 ]         |
| パンデミック 激動の世界           | 2020年8月29日  | -             | -      | [ 158 ] [ 159 ]         |
| 2030 未来への分岐点               | 2021年1月9日   | -             | -      | [ 160 ]                 |
| 混迷の世紀                        | 2022年7月30日  | 2024年11月3日 | 全15回 | [ 161 ]                 |
| 命をつなぐ生きものたち            | 2022年8月21日  | 2022年9月4日  | 全3回  | [ 162 ] [ 163 ]         |
| 新・幕末史 グローバル・ヒストリー | 2022年10月16日 | -             | -      | [ 164 ] [ 165 ]         |
| 半導体大競争時代                  | 2023年4月8日   | 2023年4月15日 | 全2回  | [ 166 ] [ 167 ] [ 168 ] |
| ”男性目線”変えてみた              | 2023年4月29日  | 2023年4月30日 | 全2回  | [ 169 ] [ 170 ] [ 171 ] |
| ヒューマンエイジ人間の時代        | 2023年6月11日  | -             | -      | [ 172 ]                 |

### 記念日放送
定時放送以外にもテーマに応じて不定期で編成をする他、毎年ある特定の日やその前後数日間にも、その日にちなんだテーマを色々な切り口で取りあげる。その時の編成の都合も考慮し、放送時間・放送日が異なる事もある。
- 1月1日 - 元日、今後の見通しについての討論など
- 1月17日 - 阪神・淡路大震災（兵庫県南部地震）
- 3月11日 - 東日本大震災（東北地方太平洋沖地震）
- 6月23日 - 沖縄戦
- 8月6日 - 広島市への原子爆弾投下
- 8月9日 - 長崎市への原子爆弾投下
- 8月15日 - 終戦の日
- 9月1日 - 防災の日

### 東日本大震災関連
2011年3月11日に発生した東日本大震災に関して、直後の3月13日から、被害状況や復興の道筋について随時取り上げた。1周年となる2012年は、3月3日から11日にかけて連日放送を行った。その後の年も3月11日を挟んで福島第一原子力発電所事故や、地震についてその後分かった知見、復興について取り上げる複数の番組を放送している。
また、2020年は阪神・淡路大震災満25周年、2021年には東日本大震災満10周年になるにあたり、2019年9月1日の防災の日から、東日本大震災より10年となる2021年3月11日まで、1年半に渡って『NHKキャンペーン 災害列島 生きるスキル』と題した防災・減災のための取り組みをドキュメンタリーやドラマなどを通して考えるシリーズ番組を随時編成する。
シリーズ 体感 首都直下地震（2019年12月1日 - 5日・7日・8日、全7回）
“災害列島 生きるスキル”キャンペーンの第1弾となる“体感 首都直下地震ウイーク”に、『シリーズ 体感 首都直下地震』を集中編成。ナビゲーターは井ノ原快彦、メインコンテンツのドラマ「パラレル東京」の主演は小芝風花が務める。脚本：成瀬活雄、特技演出：田口清隆。

NHKスペシャル7本の集中編成は初の取り組み。

### その他
- 2011年9月9日 - 「緊急報告 記録的豪雨の衝撃」（総合テレビ、NHKワールド・プレミアム同時放送。総合テレビはリアルタイム字幕放送を実施。NHKワールド・プレミアムではノンスクランブル放送を実施）

多数の死者・行方不明者を出した台風12号の記録的豪雨の被害を受けて急遽制作された。キャスターは森本健成（アナウンサー）、コメンテーターは山崎登（解説委員）が担当。
- 2013年1月13日 - 「世界初撮影! 深海の超巨大イカ」（NHK・NHKエンタープライズ・ディスカバリーチャンネルの共同制作） 音楽：久石譲

同年1月6日、世界初となるダイオウイカの生きている姿の撮影に成功した。その葛藤と撮影成功までの道のりまでを放送。16.8%（ビデオリサーチ調べ、関東地区）の高視聴率を記録した。この放送後、反響が非常に大きかったため、同年5月2日にも再放送を実施。また、シリーズ「深海の巨大生物」の放送や映画化へと繋がってゆく。
- 2014年
  - 5月11日 - 「“認知症800万人”時代 行方不明者1万人〜知られざる徘徊の実態〜」

この回では認知症による徘徊症状のために行方不明になった人や認知症との向き合い方などに関しての放送を行った。その中で、群馬県館林市の館林駅前で2007年に保護されるも認知症のために自分が伝えた氏名と衣服に書いてあった氏名が食い違い、身元不明のまま館林市内の介護施設に保護されている女性について取り上げたところ、この番組を視聴した人物から情報が寄せられ身元が判明。放送の翌日、7年ぶりに夫との対面を果たした[176][注釈 22]。第62回菊池寛賞受賞。
  - 8月22日 - 「緊急報告 広島 同時多発土砂災害」

多数の死者・行方不明者を出した平成26年8月豪雨による広島市の土砂災害の被害を受けて急遽制作された。キャスターは瀧川剛史（アナウンサー）、コメンテーターは池谷浩（政策研究大学院大学特任教授）が担当。
  - 10月19日 - 「カラーでよみがえる東京 〜不死鳥都市の100年〜」

明治から戦前の昭和期までのモノクロ映像をフランスの映像会社協力の下カラー化した。この番組の制作に2年を費やしたという。白黒映像のカラー化は反響が大きく、2度の再放送が行われた。第63回菊池寛賞受賞。
- 2015年
  - 8月15日 - 「カラーでみる太平洋戦争〜3年8か月・日本人の記録〜」

モノクロ映像のカラー化プロジェクト第2弾。終戦70年を記念し、太平洋戦争・第二次世界大戦期の日本をカラー映像化した。第63回菊池寛賞受賞。
  - 9月12日 - 「緊急報告 列島大水害」

平成27年台風第18号の影響に伴う豪雨が栃木県・茨城県・宮城県を襲い、甚大な被害を受けて急遽制作された。キャスターは高瀬耕造（アナウンサー）、コメンテーターは関根正人（早稲田大学教授）、片田敏孝（群馬大学工学部社会環境デザイン工学専攻教授）が担当。この影響で、『ブラタモリ』の放送が延期された。
  - 11月20日 - 「パリ同時テロ事件の衝撃」

11月13日にパリ同時多発テロ事件が発生し、急遽制作された。キャスターは大越健介（アナウンサー）、コメンテーターは鴨志田郷が担当。この影響で、『ファミリーヒストリー』の放送が延期された。
- 2016年
  - 3月26日 - 「欧州緊迫 ベルギー連続テロ事件」

3月22日にベルギー連続テロ事件が発生し、急遽制作された。
  - 4月16日 - 「緊急報告 熊本地震『震度7 活断層の脅威』」

4月14日に熊本地震が発生し、急遽制作された。キャスターは武田真一（アナウンサー・熊本県出身）が担当。
- 2017年
  - 5月21日 - 「発達障害 〜解明される未知の世界〜」

発達障害プロジェクトの第1弾。当事者の感覚・認知の世界を映像化した。司会は『あさイチ』の井ノ原快彦と有働由美子が担当。
  - 7月9日 - 「九州北部 記録的豪雨はなぜ」

九州北部の記録的豪雨を受けて急遽制作された。キャスターは阿部渉（アナウンサー）、コメンテーターは島川英介（社会部担当記者）、片田敏孝（東京大学大学院情報学環特任教授）が担当。
- 2022年
  - 7月9日 - 「緊急報告・安倍元首相銃撃の衝撃」

前日（7月8日）に発生した元総理大臣である安倍晋三の銃撃事件を受けて急遽制作することを8日に発表した[177]。
- 2023年
  - 9月17日 - 「“強者のラグビー”へ ワールドカップ日本代表」

9月18日4時（日本時間）にキックオフのラグビーワールドカップ2023「日本vs.イングランド」の事前番組。この日は生放送を実施した[178]。
- 2024年
  - 1月7日 - 「世界に響く歌 〜日韓POPS新時代〜」

J-POP・K-POPの歴史と躍進の秘密に迫るドキュメンタリー。YOASOBIへの密着取材と、NewJeansのプロデューサー・ミン・ヒジンへの独占インタビューを放送した。語りは坂口健太郎[179]。
  - 5月5日 - 「山口一郎 "うつ"と生きる 〜サカナクション 復活への日々〜」

### NHKオンデマンドによる配信
NHKが運営するビデオ・オン・デマンドサービスの「NHKオンデマンド」において、NHK特集時代も含め、過去に放送された番組の一部を「見逃し番組サービス」・「特選ライブラリー」の双方で配信期間を設けて有料配信している。

## 社会問題となった作品
NHKを代表するドキュメンタリー番組として評価を受けている一方、以下の問題が発生している。
奥ヒマラヤ禁断の王国・ムスタン（1992年）
取材地であるヒマラヤ山脈・ムスタン王国の気候の厳しさを過剰に表現するため、スタッフに高山病にかかった演技をさせる、馬や少年僧が死んだ事にする、流砂や落石を人為的に発生させるなどのやらせや、企業の協賛がNHK法で規制されているのにもかかわらず、日産自動車から多額の協賛を受けたことが朝日新聞のスクープによって大きな社会問題となった。この問題では、NHKで初めてとなる訂正番組の放送と川口幹夫NHK会長の謝罪が行われた。しかし、当時NHKスペシャルのディレクターを務めていた池田信夫によると、担当ディレクターは「あれで辞めるなら、あなたの作った昔の番組はどうなのか」と開き直り、辞職しなかったという。
奇跡の詩人（2002年）
脳障害を抱えた11歳の少年を取り上げ、民間治療によって文字盤の指差しによる意思疎通を可能にした姿を報じたが、その放送内容の非科学性や紹介された題材にかかる検証の欠如が社会的な議論を巻き起こした。この問題は、国会質問でも取り上げられたが、NHKは『土曜スタジオパーク』内の一コーナーで「信憑性を否定する事実は無い」と弁明するにとどまった。
なお、作品の再放送は取りやめられ、NHKオンライン上でも放送内容は削除されている。
JAPANデビュー（2009年）
4月から6月にかけて放送されたNHKスペシャル シリーズ 「JAPANデビュー」が、NHKによる捏造・偏向報道であるという批判が視聴者からだけではなく、台湾統治時代を扱った第1回放送分「アジアの“一等国”」では、取材を受けた台湾、日本の出演者からも「NHKに騙された」などの抗議が巻き起こった。この抗議は台湾人150人を含む1万人を超える原告団による集団訴訟に発展した。
魂の旋律〜音を失った作曲家〜（2013年）
「現代のベートーヴェン」と称される作曲家・佐村河内守が、聴覚障害で音が全く聞こえない中で、作品を制作する姿を取り上げた。しかし、『週刊文春』2014年2月13日号「全聾の作曲家はペテン師だった!」のスクープ記事で、捏造が発覚した。2014年に佐村河内の作品が本人の執筆でなく、新垣隆が作曲していた事が判明し、聴覚障害も虚偽であったと判明。長期取材をしていた担当ディレクター古賀淳也や、NHK側の制作部もその事実を知っていたのではないかと取り沙汰された。池田信夫は「100%嘘を放送したのは、Nスペ始まって以来の事件」と指摘しており、自身のブログでNHK内の試写の段階で気付かないとは思えないという旨を述べた上で、「NHKの取り柄は品質管理が厳重なことだけなので、そこにこういう重大な欠陥があったとすれば、存在意義が疑われる」と厳しく批判した。
この影響で、NHKオンラインから当該内容の大部分が削除され、NHKオンデマンドではビデオ・オン・デマンドサービスが中止された。
調査報告 STAP細胞 不正の深層（2014年）
2014年1月科学誌『ネイチャー』に掲載された小保方晴子、若山照彦、チャールズ・バカンティらによるSTAP細胞（刺激惹起性多能性獲得細胞）に関する論文の発表から撤回に至るまでの一連の騒動について検証した特集を放送した。この放送に対し小保方は、「ES細胞を『盗み』、それを混入させた細胞を用いて実験を行っていたと断定的なイメージの下で作られたもので、極めて大きな人権侵害があった」などと訴え、放送倫理・番組向上機構(BPO)に申立書を提出。その訴えに、放送倫理・番組向上機構は番組内に「場面転換のわかりやすさや場面ごとの趣旨の明確化などへの配慮を欠いたという編集上の問題があった」とし「そのような編集の結果、一般視聴者に対して、単なるES細胞混入疑惑の指摘を超えて」若山研究室の「元留学生作製の細胞を申立人が何らかの不正行為により入手し、これを混入してSTAP細胞を作製した疑惑があると指摘したと受け取られる内容となってしまっている。」として「これについては真実性・相当性が認められず、名誉毀損の人権侵害が認められる。」として、再発防止に努めるよう日本放送協会に勧告した。
人権侵害による勧告は、放送と人権等権利に関する委員会の判断としては最も重い。
彼女は安楽死を選んだ（2019年）
安楽死が容認されているスイスで、一人の日本人女性が安楽死を実行する姿を追うドキュメンタリー。放送後、障害者や難病患者らでつくる団体が、報道内容は「自殺を賛美しない」とするNHKや放送倫理・番組向上機構の放送基準に反しているとして、同機構に審理を申し立てを行うことを表明した（ただしBPO側では審査を行っていない）。
2020年に発覚した筋萎縮性側索硬化症患者に対する嘱託殺人事件では、患者がNHKの放送を見た後、自殺ほう助への思いも強めていったことが明らかになっている。

## 受賞
- 『驚異の小宇宙 人体』（1989年6月10日 - 9月12日放送） - 第17回日本賞、日本電子機械工業会賞
- 『ドキュメント太平洋戦争（4）責任なき戦場〜ビルマ・インパール』（1993年6月13日放送） - 文化庁芸術作品賞 / 第30回ギャラクシー賞テレビ部門奨励賞
- 『チベット死者の書』（1993年放送） - 国際ホスピス学会ベスト・ドキュメンタリー賞受賞
- 『映像の世紀』（1995年3月25日 - 1996年2月24日放送） - 1995年度 毎日芸術賞 / 1995年度 放送文化基金個人グループ部門賞
- 『原爆投下・10秒の衝撃』（1998年8月6日） - 文化庁芸術祭 優秀賞 / 科学放送賞（高柳賞）グランプリ / 第36回ギャラクシー賞優秀賞 / 第19回デジタルコンテンツグランプリ1998・CG部門・インダストリー賞
- 『驚異の小宇宙 人体III 遺伝子』（1999年5月2日 - 8月11日放送） - 第17回国際科学番組フェスティバル 科学映像賞（「ユネスコ賞」） / 第43回 ザ・ニューヨーク・フェスティバルズ2000 科学部門ゴールドワールドメダル / 第1回 北京国際科学映像祭 医学・健康部門金賞 / 第41回 科学技術映像祭 科学技術長官賞
- 『四大文明』（2000年7月9日 - 8月19日放送） - ハイビジョン・アウォード2000 郵政大臣賞
- 『トラック・列島3万キロ 時間を追う男たち』（2004年7月18日放送） - 第31回 放送文化基金賞 テレビドキュメンタリー番組賞
- 『老化に挑む 〜あなたの脳はよみがえる』（2004年9月18日放送） - ニューヨーク・フェスティバル2006 健康・医学部門銀賞
- 『安全の死角 〜検証・回転ドア事故〜』（2005年3月27日放送） - 第47回 科学技術映像祭 内閣総理大臣賞。六本木ヒルズ森タワーの大型回転ドアでの幼児死亡事故について。
- 『沖縄 よみがえる戦場 〜読谷村民2500人が語る地上戦〜』（2005年6月18日放送） - 2005年度 日本ジャーナリスト会議賞
- 『ディープインパクト 〜無敗の3冠馬はこうして生まれた〜』（2005年10月29日放送） - 2005年JRA賞馬事文化賞
- 『立花隆 最前線報告 サイボーグ技術が人類を変える』（2005年11月5日放送） - 第27回 バンフテレビ祭 科学・自然番組部門 ロッキー賞 / 第32回 放送文化基金賞 番組賞
- 『神秘の海 富山湾 海の中までアルプスがつづく』（2006年3月11日放送） - 第48回 科学技術映像祭 内閣総理大臣賞
- 『MEGAQUAKE 巨大地震 第2回 KOBE 15秒の真実 そのとき地下で何が』（2010年1月17日放送） - 第51回 科学技術映像祭 内閣総理大臣賞
- 『無縁社会』（2010年1月31日放送） - 第58回 菊池寛賞、2010年新語・流行語大賞トップ10
- 『深海の巨大生物』（2013年7月27日・28日） - 第61回菊池寛賞
- 『カラーでよみがえる東京』『カラーでみる太平洋戦争』 - 第63回菊池寛賞[191]

他多数。